# ناحیه بلومینگدیل، شهرستان دوپیج، ایلینوی
ناحیه بلومینگدیل (به انگلیسی: Bloomingdale Township) یک منطقهٔ مسکونی در ایالات متحده آمریکا است که در شهرستان دوپیج، ایلینوی واقع شده‌است. ناحیه بلومینگدیل ۲۳۸ متر بالاتر از سطح دریا واقع شده‌است.